# Pyrrhargiolestes sidonia
Pyrrhargiolestes sidonia là loài chuồn chuồn trong họ Argiolestidae. Loài này được Martin mô tả khoa học đầu tiên năm 1909.